# Pantelimon (metropolitana di Bucarest)
Pantelimon (conosciuta anche informalmente come Antilopa) è una stazione della linea M1 della metropolitana di Bucarest.
Situata nel quartiere Pantelimon e adiacente al comune di Pantelimon, è il capolinea della linea M1 ed è stata aperta nel maggio 1990 come estensione della linea dalla stazione di Republica.

## Descrizione
La stazione è stata costruita solo per servire il deposito della metropolitana Pantelimon e i lavoratori della defunta fabbrica Antilopa, che si trova nelle immediate vicinanze, mentre al giorno d'oggi serve soprattutto un centro commerciale nelle vicinanze.
La stazione utilizza un solo binario e la maggior parte dei treni della linea M1 fermano alla stazione Republica, mentre solo alcuni arrivano fino a Pantelimon quando la linea è libera.
Presso la stazione è presente il deposito della linea M1.